# Liste des évêques de Nantes

Blason du chapitre de Nantes

L'évêque de Nantes est à la tête du diocèse catholique français de Nantes, en Pays de la Loire. Le diocèse couvre le département de Loire-Atlantique. L'évêque de Nantes siège dans la cathédrale Saint-Pierre-et-Saint-Paul située dans la cité de Nantes. L'évêché de Nantes est suffragant de l'archevêché de Tours jusqu'en 2003, puis de l'archevêché de Rennes à partir de cette date. La création de l'évêché remonte au IVe siècle.

## Liste des évêques de Nantes
Le siège épiscopal de Nantes est occupé par Laurent Percerou depuis sa nomination le 11 août 2020.

### Antiquité
| Portrait | Armoiries | Épiscopat                 | Titulaire                                          | Notes |
| -------- | --------- | ------------------------- | -------------------------------------------------- | --- |
|          |           | vers 280                  | Saint Clair                                        | Premier évêque de Nantes.                                                                                       |
|          |           | vers 310-330              | Ennius, Emius ou Emilius                           | |
|          |           | vers 330                  | Saint Similien, Similianus (ou Samblin ou Semblin) | Evangélisa semble-t-il, Saint Donatien et son frère Saint Rogatien (inscrit au martyrologe hiéronymien en 592). |
|          |           | vers 374                  | Eumélius, Eumalius ou Evhémère Ier                 | Participe au Concile de Valence (374).                                                                          |
|          |           | vers 383                  | Mars de Nantes                                     | |
|          |           | vers la fin du IVe siècle | Arisius                                            | |
|          |           | vers 440                  | Desierius ou Didier                                | Mort vers 444, après avoir siégé près de quarante ans.                                                          |
|          |           | vers 446                  | Léon                                               | Participe au concile d'Angers en 453.                                                                           |
|          |           | vers 455                  | Euribe ou Eusébius                                 | Mort en 461 (cité au concile de Tours en 461).                                                                  |
|          |           | 462 - vers 472            | Nonnechius Ier                                     | Cité au concile de Vannes, vers 465.                                                                            |
|          |           | vers 472                  | Cariundus                                          | Mort vers 475.                                                                                                  |
|          |           | vers 475                  | Cérunius ou Céraunius                              | |
|          |           | vers 475 ou 500           | Clematius, Clemens ou Clément Ier                  | Mort vers 502.                                                                                                  |

### Royaumes de Bretagne
| Portrait | Armoiries | Épiscopat               | Titulaire                    | Notes |
| -------- | --------- | ----------------------- | ---------------------------- | --- |
|          |           | 511                     | Epiphane ou Epiphanios       | |
|          |           | vers 515 à 541          | Eumalius ou Evhémère II      | Il fit bâtir la cathédrale initiale. Il participe aux concile d'Orléans de 533, 538 et 541. Mort en 541.       |
|          |           | avant 548 au 8 juin 582 | Saint Félix                  | Il acheva et consacra la cathédrale initiale le 30 septembre 548.[réf. nécessaire]                             |
|          |           | Dates inconnues         | Nonnechius II                | Mort avant 596. Cité par Grégoire de Tours.                                                                    |
|          |           | avant 610 à 614         | Eufronius                    | |
|          |           | vers 614 à 626          | Léobard                      | |
|          |           | vers 630                | Saint Pasquier ou Pascharius | Il fit créer un monastère à l'embouchure de la Loire par saint Hermeland, accompagné d'une douzaine de moines. |
|          |           | vers 637                | Taurinus                     | |
|          |           | vers 640                | Haïco                        | |
|          |           | vers 650                | Salapius                     | |
|          |           | vers 703                | Agathée                      | Comte de Rennes et de Nantes, également évêque de ces deux villes.                                             |
|          |           | Dates inconnues         | Amitto                       | Evêque, homme de guerre et comte de Nantes et de Rennes                                                        |
|          |           | vers 725                | Saint Émilien                | Homme de guerre et comte de Nantes.                                                                            |
|          |           | 732                     | Salvius                      | Combattit en tant que comte de Nantes, comme le précédent, contre les Arabes.                                  |
|          |           | 756 à 757               | Déomart                      | Participe au concile de Compiègne en 757                                                                       |
|          |           | vers 776 à vers 800     | Odilard                      | |
|          |           | vers 800                | Alain                        | |
|          |           | vers 820 à 833          | Atton                        | Participe au concile de Paris en 829. Mort en 833.                                                             |
|          |           | 834 à 835               | Drutcaire                    | Mort en 835 |
|          |           | 835 au 24 juin 843      | Saint Gohard (ou Gonthard)   | Tué par les Normands.                                                                                          |
|          |           | 843 à 846               | Actard                       | |
|          |           | 851                     | Gislard                      | En opposition à Guérande ; réside à l’Aula Quiriaca en Piriac                                                  |
|          |           | 853 à 871               | Actard                       | De nouveau évêque.                                                                                             |
|          |           | 872 à 886               | Ermengar                     | Il sacre Alain le Grand, comte de Vannes.                                                                      |
|          |           | 886 au 5 février 896    | Landrain                     | Mort en 896.                                                                                                   |
|          |           | 900 à 906               | Foucher                      | Restaure la cathédrale.                                                                                        |
|          |           | vers 906                | Isayas                       | |
|          |           | 907                     | Adalard                      | |
|          |           | Dates inconnues         | Hoctron                      | |

### Du duché de Bretagne au royaume de France
| Portrait | Armoiries | Épiscopat                             | Titulaire                                 | Notes |
| -------- | --------- | ------------------------------------- | ----------------------------------------- | --- |
|          |           | 950 à 958                             | Hesdren                                   | |
|          |           | vers 960 à vers 980                   | Gauthier Ier                              | Fils de Wicohen l'archevêque de Dol mort vers 980.                                                                               |
|          |           | vers 980 à 988                        | Guérech Ier de Bretagne                   | Comte et évêque de Nantes ; fils d'Alain Barbetorte ; mort en 988.                                                               |
|          |           | vers 988                              | Judicaël                                  | Fils du comte Hoël Ier de Bretagne.                                                                                              |
|          |           | 990                                   | Hugo                                      | |
|          |           | 992 à 1005                            | Hervé                                     | Mort en 1005. |
|          |           | 1005 au 15 octobre 1041               | Gautier II                                | Mort en 1041 |
|          |           | 1047 au 3 octobre 1049                | Budic                                     | Fils de Gauthier II (mort en 1050).                                                                                              |
|          |           | 1049 à 1052                           | Airard                                    | cardinal et abbé de Saint-Paul-hors-les-Murs, chassé en 1052.                                                                    |
|          |           | 1052 au 31 juillet 1079               | Quiriac ou Guérech II de Cornouaille      | élu en 1052, sacré en 1061. Il est le fils d'Alain Canhiart.                                                                     |
|          |           | 1079 à 1111                           | Benoît de Cornouaille                     | Frère du précédent. Sacré en 1081. Se démet en 1111.                                                                             |
|          |           | 1112                                  | Robert Ier                                | |
|          |           | 1112 au 29 octobre 1140               | Brice                                     | Mort en 1140. |
|          |           | 1142 à 1147                           | Ithier                                    | Mort en 1147. |
|          |           | 1147 au 29 décembre 1169              | Bernard Ier                               | Mort en 1169. |
|          |           | 25 décembre 1170 au 15 janvier 1184?  | Robert II                                 | Mort le 15 janvier (1184?) |
|          |           | 1184 à 1187                           | Artur ?                                   | (n'est pas dans les catalogues) Mort en 1187.                                                                                    |
|          |           | 1185 à 1197                           | Maurice de Blason                         | élu en 1185, sacré en 1186, transféré à Poitiers le 29 novembre 1197, mort le 29 novembre 1198.                                  |
|          |           | avril 1199 à 1208                     | Geoffroi Pantin                           | Mort en 1208. |
|          |           | vers 1212                             | Gautier III                               | Mort en 1212? (n'est pas dans les catalogues).                                                                                   |
|          |           | 1213 au 8 février 1227                | Étienne de la Bruyère                     | |
|          |           | 1227 au 8 septembre 1227              | Clément II                                | Mort le 8 septembre 1227. |
|          |           | 1228 au 4 février 1235                | Henri Ier                                 | Mort le 4 février 1235. |
|          |           | août 1236 à mai 1240                  | Robert III                                | Transféré à Nantes en août 1236, puis transféré au patriarcat de Jérusalem en mai 1240.                                          |
|          |           | 1240 au 21 septembre 1263             | Galeran                                   | Mort le 21 septembre 1263 |
|          |           | 1264 au 7 février 1267                | Jacques Ier                               | Sacré en février 1264, l'année du concile de Nantes. Mort le 7 février 1267                                                      |
|          |           | 1267 à octobre 1277                   | Guillaume Ier de Vern                     | Mort en octobre 1277. |
|          |           | 1278 au 11 mai 1291                   | Durand                                    | Mort le 11 mai 1291. |
|          |           | 1292 à 1297                           | Henri II de Calestrie                     | Sacré en 1293. Se démit ou est mort en 1297.                                                                                     |
|          |           | janvier 1299 à 1304                   | Henri III                                 | |
|          |           | fin septembre 1304 au 14 février 1337 | Daniel Vigier                             | Mort le 14 février 1337. |
|          |           | Bonabes Ier de Rochefort              |                                           | |
|          |           | 1339 au 24 août (1353 ?)              | Olivier Salahadin                         | Mort le 24 août (1353 ?). |
|          |           | 1354                                  | Hugues de Montrelais                      | Cardinal, évêque de Tréguier et Saint-Brieuc, chancelier de Bretagne. Élu évêque de Nantes, mais jamais confirmé.                |
|          |           | 20 décembre 1354 au 23 février 1366   | Robert IV Paynel                          | Mort le 23 février 1366. |
|          |           | 16 mars 1366 à vers 1382              | Simon de Langres                          | Permute en 1381 avec Jean de Montrelais, évêque de Vannes. La permutation semble effective à compter de 1382. Nonce apostolique. |
|          |           | vers 1382 au 13 septembre 1391        | Jean Ier de Montrelais (ou de Montreslet) | Ancien évêque de Vannes. Mort le 13 septembre 1391.                                                                              |
|          |           | 4 septembre 1392 au 8 août (1397 ?)   | Bonabes II de Rochefort                   | Archidiacre de la Mée. Mort le 8 août (1397 ?).                                                                                  |
|          |           | 1397 à 1404                           | Bernard II du Peyron                      | Ancien évêque de Tarbes. Mort en 1404.                                                                                           |
|          |           | 1404 au 17 avril 1419                 | Henri IV le Barbu                         | Chancelier de Bretagne, transféré de Vannes en 1404. Mort le 17 avril 1419.                                                      |
|          |           | 24 août 1419 au 14 septembre 1443     | Jean de Malestroit (Châteaugiron)         | Transféré de Saint-Brieuc le 24 août 1419, cardinal en 1440. Mort le 14 septembre 1443.                                          |
|          |           | 1443 à la fin de l'année 1461         | Guillaume II de Malestroit                | Il résigne ses fonctions à la fin de l'année 1461 et devient archevêque de Thessalonique. Il meurt en 1491.                      |
|          |           | 19 mars 1462 au 23 février 1477       | Amauri d'Acigné                           | Mort le 23 février 1477. |
|          |           | 1477                                  | Jacques II d'Elbiest                      | 1477 (mort au bout de quatre mois).                                                                                              |
|          |           | 1477 au 12 novembre 1487              | Pierre Ier du Chaffault                   | Mort le 12 novembre 1487. |
|          |           | 1er octobre 1489 (?) à août 1493      | Robert V d'Espinay                        | Ancien évêque de Lescar. Mort en août 1493.                                                                                      |

### De l'union à la Révolution française
| Portrait | Armoiries | Épiscopat                              | Titulaire                                   | Notes |
| -------- | --------- | -------------------------------------- | ------------------------------------------- | --- |
|          |           | juillet 1495 au 25 septembre 1500      | Jean III d'Espinay                          | Ancien évêque de Mirepoix. Transféré en 1500 dans l'évêché de Léon.                                                                |
|          |           | 1er novembre 1500 au 29 novembre 1506  | Guillaume III Guéguen                       | Prieur commendataire de l'abbaye Saint-Magloire de Léhon de 1483 à 1498.                                                           |
|          |           | 24 janvier 1507 à 1511                 | Robert VI Guibé                             | Cardinal en 1505, ancien évêque de Tréguier et de Rennes, se démet de l'évêché de Nantes en 1511.                                  |
|          |           | 1511 au 7 janvier 1532                 | François Hamon                              | Prévôt commendataire de l'abbaye Saint-Martin de Vertou en 1518, prieur commendataire de l'abbaye Saint-Magloire de Léhon en 1527. |
|          |           | 31 mai 1532 au 23 février 1542         | Louis Ier d'Acigné                          | Prieur commendataire de l'abbaye Saint-Magloire de Léhon en 1542.                                                                  |
|          |           | 18 août 1542 au 19 mai 1550            | Jean IV de Lorraine                         | Cardinal en 1518, évêque ou archevêque de nombreux autres diocèses. Mort le 19 mai 1550.                                           |
|          |           | 1550 à 1554                            | Charles Ier de Bourbon                      | Cardinal en 1548 ; auparavant évêque de Nevers (1540-1545) et de Saintes; également archevêque de Rouen (1550-1590).               |
|          |           | 22 avril 1544 à 1562                   | Antoine Ier de Créquy                       | Transféré à Amiens en 1562. Cardinal en 1565.                                                                                      |
|          |           | 29 juin 1562 au 13 mars 1566           | Antoine II de Créquy                        | Ancien évêque de Thérouanne, succède à son neveu.                                                                                  |
|          |           | 13 mars 1566 à 1594                    | Philippe Ier du Bec                         | Ancien évêque de Vannes. Transféré à l'archevêché de Reims en 1594.                                                                |
|          |           | 1596                                   | Jean V du Bec                               | Il ne prend pas possession du siège et permute avec Charles de Bourgneuf de Cucé, évêque de Saint-Malo.                            |
|          |           | 30 octobre 1598 au 17 juillet 1617     | Charles II de Bourgneuf de Cucé             | Ancien évêque de Saint-Malo. Mort le 17 juillet 1617.                                                                              |
|          |           | 1621 à 1622                            | Henri V de Bourgneuf d'Orgères              | Succède à son oncle. |
|          |           | 17 mars 1622 à 1636                    | Philippe II Cospéau                         | Transféré à Lisieux en 1636 ; Précédemment évêque d'Aire                                                                           |
|          |           | 11 juin 1636 à 1667                    | Gabriel de Beauvau                          | Mort en 1668. |
|          |           | 12 juin 1668 à 1677                    | Gilles de La Baume Le Blanc de La Vallière  | Se démit en 1677. |
|          |           | 1er juillet 1677 au 6 septembre 1717   | Jean-François Ier de Beauvau du Rivau       | Succède à son oncle. Mort le 6 septembre 1717.                                                                                     |
|          |           | 2 octobre 1717 au 17 octobre 1723      | Louis II de La Vergne de Tressan            | Ancien évêque de'Vannes, sacré le 10 juillet 1718, archevêque de Rouen le 17 octobre 1723.                                         |
|          |           | 17 octobre 1723 au 29 mars 1746        | Christophe-Louis Turpin de Crissé de Sanzay | Précédemment évêque de Rennes, siège à compter du 11 décembre 1724. Mort le 29 mars 1746.                                          |
|          |           | 17 avril 1746 au 1er avril 1775        | Pierre II Mauclerc de La Musanchère         | Mort le 1er avril 1775. |
|          |           | 11 septembre 1775 au 20 septembre 1783 | Jean-Augustin Frétat de Sarra               | Précédemment évêque de Tréguier. Mort le 20 septembre 1783.                                                                        |
|          |           | 10 janvier 1784 à 1801                 | Charles-Eutrope de La Laurencie             | Remplacé à la Révolution comme réfractaire                                                                                         |

### Évêque constitutionnel
| Portrait | Armoiries | Épiscopat           | Titulaire    | Notes                                         |
| -------- | --------- | ------------------- | ------------ | --------------------------------------------- |
|          |           | 27 mars 1791 à 1802 | Julien Minée | évêque constitutionnel de la Loire-Inférieure |

### Évêques concordataires
| Portrait | Armoiries | Épiscopat                           | Titulaire                                                     | Notes                                                 |
| -------- | --------- | ----------------------------------- | ------------------------------------------------------------- | ----------------------------------------------------- |
|          |           | 5 juillet 1802 au 9 juillet 1813    | Jean-Baptiste Duvoisin                                        | Mort le 9 juillet 1813.                               |
|          |           | 8 août 1817 au 2 février 1822       | Louis-Jules-François-Joseph d'Andigné de Mayneuf              | Sacré le 1er octobre 1817. Mort le 2 février 1822.    |
|          |           | 15 février 1822 au 12 mai 1838      | Joseph-Michel-Jean-Baptiste-Paul-Augustin Micolon de Guérines | Sacré le 17 novembre 1822. Mort le 12 mai 1838.       |
|          |           | 12 mai 1838 au 29 novembre 1848     | Jean-François de Hercé                                        | Renonce le 29 novembre 1848, mort le 31 janvier 1849. |
|          |           | 6 décembre 1848 au 9 décembre 1869  | Antoine-Mathieu-Alexandre Jaquemet                            | Sacré le 29 juillet 1849, mort le 9 décembre 1869.    |
|          |           | 17 mai 1870 au 9 juin 1877          | Félix Fournier                                                | Mort le 9 juin 1877                                   |
|          |           | 30 juillet 1877 au 25 décembre 1892 | Jules-François Le Coq                                         | Transféré de Luçon. Mort le 25 décembre 1892.         |
|          |           | 3 janvier 1893 au 18 décembre 1895  | Auguste-Léopold Laroche                                       | Mort le 18 décembre 1895.                             |
|          |           | 30 mai 1896 au 19 février 1914      | Pierre-Émile Rouard                                           | Mort le 19 février 1914.                              |

### Depuis la séparation de 1905
| Portrait | Armoiries | Épiscopat                          | Titulaire                     | Notes                                                                   |
| -------- | --------- | ---------------------------------- | ----------------------------- | ----------------------------------------------------------------------- |
|          |           | 28 mai 1914 au 8 juillet 1935      | Eugène Le Fer de La Motte     | Démissionne le 8 juillet 1935.                                          |
|          |           | 20 août 1936 au 2 juillet 1966     | Jean-Joseph-Léonce Villepelet | Prend sa retraite le 2 juillet 1966. Inhumé dans la crypte aux évêques. |
|          |           | 2 juillet 1966 au 15 avril 1982    | Michel-Louis Vial             | Inhumé dans la crypte aux évêques.                                      |
|          |           | 15 avril 1982 au 7 mai 1996        | Émile Marcus                  | Devient archevêque de Toulouse le 7 mai 1996.                           |
|          |           | 14 octobre 1996 au 8 juillet 2009  | Georges Soubrier              | Prend sa retraite le 8 juillet 2009.                                    |
|          |           | 8 juillet 2009 au 14 novembre 2019 | Jean-Paul James               | Précédemment évêque de Beauvais, nommé ensuite archevêque de Bordeaux.  |
|          |           | 11 août 2020                       | Laurent Percerou              | Précédemment évêque de Moulins                                          |

### Sources
- La grande encyclopédie inventaire raisonné des sciences, des lettres et des arts - volume vingt-quatrième, page 730 - Paris (1885-1902).
- L’Annuaire pontifical, sur le site http : //www.catholic-hierarchy.org, à la page www.catholic-hierarchy.org/diocese/dnant.html
- Liste des évêques de Nantes jusqu'à 1836 sur infobretagne.com